# Giona Ostinelli
Giona Ostinelli (Vacallo, 12 marzo 1986) è un compositore e polistrumentista svizzero di origini ticinesi, che vive e lavora in California.

## Biografia

### Origini e formazione
Giona Ostinelli è nato a Vacallo in Svizzera, figlio di Mariella Ostinelli Socchi, una pittrice del posto. Si è avvicinato al mondo della musica imparando a suonare la batteria a 5 anni e il pianoforte a 9 anni. Durante l'adolescenza ha preso dimestichezza col flauto e alcuni strumenti a percussione.  Si è trasferito negli USA ancora giovanissimo, subito dopo aver completato gli studi liceali.  Nel periodo dell'emergenza della pandemia da Covid-19 è riuscito a padroneggiare chitarra, basso elettrico, contrabbasso e vari strumenti di musica elettronica. 
Ha conseguito il diploma presso il Berklee College of Music e la laurea alla University of Southern California, dove è stato seguito dal compositore cinematografico Alan Silvestri. Ostinelli in proposito ha dichiarato di essere da sempre suo fan. 

### Carriera
Ha scritto la colonna sonora per Two-Bit Waltz, lungometraggio diretto da Clara Mamet, che è stato presentato in anteprima al Tribeca Film Festival del 2013. 
Nel 2016 Ostinelli ha scritto le musiche di Darling, thriller psicologico di successo diretto da Mickey Keating. La colonna sonora è stata pubblicata dalla Lakeshore Records e ha ricevuto un ampio plauso dalla critica: il New York Times l'ha descritta come "una colonna sonora che alterna ceppi Lynchiani ambientali e frammenti di hard-core rock", mentre IndieWire ha affermato che "ciò che costruisce l'atmosfera inquietante in Darling è il fantastico lavoro sonoro che esalta le immagini sullo schermo". 
Sempre nel 2016 ha composto la colonna sonora del thriller d'azione di Carnage Park, la cui prima mondiale si è tenuta al Sundance Film Festival.
Nel 2017 ha firmato la colonna sonora di The Mist, pubblicata nello stesso anno dalla BMG Records. 
Nel 2019 ha iniziato a comporre insieme alla russa Sonya Belousova. I due, che da allora condividono lo stesso sito ufficiale sul web, hanno tra l'altro realizzato le musiche delle serie tv The Witcher (2019) e One Piece (2023).

## Filmografia

### Film
- Indigenous (2014)
- Darling (2015)
- Like Me (2017)
- L'arte della truffa (2019)

### Televisione
- Homeland - Caccia alla spia (2011)
- 24: Live Another Day (2014)
- La Nebbia (2017)
- Sacred Lies (2018)
- The Witcher (2019)
- The Thing About Pam (2022)
- One Piece (2023)

## Riconoscimenti
- 2012: Telly Award
- 2014: Streamy Awards nomination per la migliore colonna sonora
- 2014: International Academy of Web Television nomination per la migliore colonna sonora